# Юм, Джеймс
Джеймс Юм (англ. James Hume) — шотландский математик XVII века, известный своим вкладом в развитие алгебры. В частности, он первым предложил близкую к современной запись операции возведения в степень, позднее усовершенствованную Декартом.

## Биография
Подробности его жизни неизвестны. Отцом учёного был шотландский публицист, поэт и историк Дэвид Юм из Годскрофта (David Hume of Godscroft). Сам Джеймс Юм жил во Франции.

## Труды
- 1624: Grammatica Hebræa, Гамбург. Это грамматика древнееврейского языка[5].
- 1625: Arithmetique nouvelle contenant une briève methode pour toutes operations tant astronomiques, & géometriques, que supputations des marchands, sans fractions vulgaires. Avec un petit traité pour construire les tables de sinus, le rayon étant posé.
- 1633: Pantaleonis Vaticinia Satyra, Руан. Романтическая повесть[6].
- 1634: Prœlium ad Lipsiam, Gustavus Magnus, De Reditu Ducis Aureliensis ex Flandria — приложения к книге его отца De Unione Insulæ Britanniæ, Париж. В этом сборнике есть стихи, обвиняющие математика Жана-Батиста Морена (Jean-Baptiste Morin, 1583—1656) в плагиате — Марен якобы опубликовал доказательства нескольких теорем, которые Джеймс Юм привёл в своём письме Неперу[4].
- 1635: Le traité d'algèbre (Трактат по алгебре), Париж.
- 1636: Algèbre de Viète d'une Méthode nouvelle, claire et facile (Алгебра Виета), Париж. Это и предыдущее сочинения — главные алгебраические труды Юма, где он развивает идеи и формализм алгебры Виета.
- 1636: Un traité de la trigonometrie, pour résoudre tous les triangles rectilignes et sphériques. Avec les démonstrations des deux célèbres propositions du baron de Merchiston, non encores demonstrées. Книга посвящена методам решения треугольников, барон Мерчистон — это Непер, с которым, очевидно, Юм вёл активную переписку. В конце трактата приводится список девяти латинских трудов Юма[7].
- 1639: Méthode universelle et très facile pour faire, et d'écrire, toutes sortes de quadrans et d’horloges.
- ?: Fortifications Françaises d'une Méthode facile[4]

Издал также сборник произведений своего отца: De Unione insulae britannicae, tractatus I, per Davidem Humium (1639).